# Nikolaus Gompe
Nikolaus Gompe (auch Nikolaus von Rauenthal; * um 1524/25 in Rauenthal im Rheingau; † 4. Oktober 1595 in Wiesbaden) war ein deutscher lutherischer Theologe.

## Leben
Gompe nahm zunächst ein Studium an der Universität Mainz auf, wechselte am 26. April 1543 an die Universität Heidelberg und erwarb dort am 7. November 1543 den akademischen Grad eines Baccalaureus an der philosophischen Fakultät. Er begeisterte sich für die Ideen der Reformation, begab sich 1544 an die Universität Marburg und setzte seine Studien am 3. Oktober 1545 an der Universität Wittenberg fort.
1546 ging er als Pfarrer nach Erbenheim. Durch das Augsburger Interim verlor er dort 1548 seine Stelle und ging über Straßburg und Heidelberg zurück nach Wittenberg. Hier wurde er auf Empfehlung Philipp Melanchthons als Diakon nach Freienwalde entsendet.
1553 wurde er Hofprediger des Grafen Philipp I. von Nassau-Idstein in Wiesbaden, wo er sich maßgeblich am Wiederaufbau der evangelischen Kirche beteiligte und 1577 Inspektor der Herrschaft Wiesbaden wurde. Dort entwarf er eine Kirchenordnung nach Nürnberger Vorbild, deren Grundlagen in die Kirchenordnung von Nassau-Saarbrücken eingegangen sind. So ist er neben Anton Weber zu einem bedeutenden Theologen von Südnassau im 16. Jahrhundert geworden.